# カール・フォン・リヒテンシュタイン (1730-1789)

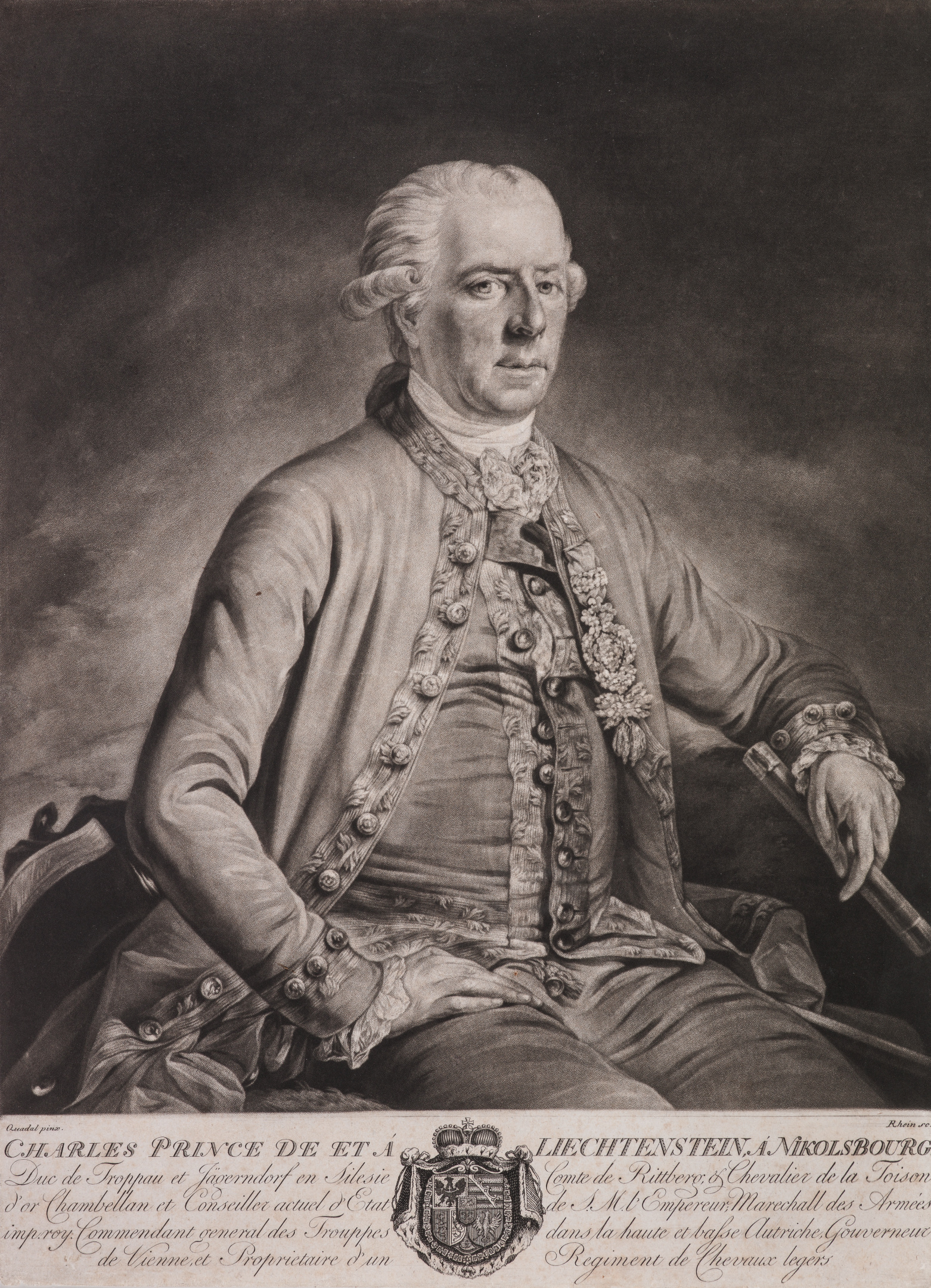
カール・フォン・リヒテンシュタイン元帥

カール・ボロメウス・ミヒャエル・ヨーゼフ・フォン・リヒテンシュタイン（Karl Borromäus Michael Joseph Prinz(Fürst) von und zu Liechtenstein, 1730年9月20日 ウィーン - 1789年2月21日 ウィーン）は、オーストリアの貴族、軍人。陸軍元帥。

## 生涯
リヒテンシュタイン侯子エマヌエルとその妻の伯爵令嬢マリア・アントニア・フォン・ディートリヒシュタイン（1706年 - 1777年）の間の第2子、次男として生まれた。すぐ上の兄はリヒテンシュタイン侯フランツ・ヨーゼフ1世である。若くしてオーストリアの騎兵連隊に入隊し、オーストリア継承戦争中の1747年にネーデルラントでの遠征に参加した。七年戦争中に急速な昇進を遂げ、1757年に大佐となるが、同年にライヒェンベルク郊外で重傷を負っている。シュヴァイトニッツに一番乗りで侵入・制圧し、皇后マリア・テレジアに勝利を報告して戦功を認められた。この功績により、金羊毛騎士団の騎士に叙任された。さらにウィーン駐屯の第1竜騎兵連隊の連隊長兼司令官の地位を与えられた。
1758年に少将（Generalfeldwachtmeister）、1760年に中将に昇進した。1765年に騎兵部総監（Generalinspekteur der Kavallerie）、1771年にプレスブルク駐屯軍の司令官、1775年にニーダーエスターライヒ州軍の総司令官（Generalkommando）に就任した。1778/1779年のバイエルン継承戦争中には騎兵大将（Generals der Kavallerie）に昇進。戦争勃発直後に2万8000人の軍団を率いてライトメリッツ郊外に陣を構えた。ここに陣取ったのは敵のプロイセン軍がボヘミア北部国境を通過して戦地のバイエルンへ赴くのを阻止するためだった。その後、エルンスト・ギデオン・フォン・ラウドンの率いる軍団と合流した。この戦争でオーストリア軍は全体的に不利だったものの、リヒテンシュタイン自身は戦勝を重ねた。
1788年に始まった墺土戦争では、3万6000人の精鋭軍の最高指揮権を与えられてクロアチアに陣取り、ドゥビツァ包囲戦などに参加した。その後、神聖ローマ皇帝ヨーゼフ2世により陸軍元帥、枢密顧問官、侍従の地位を与えられた。
1761年3月30日にウィーンにおいて、エッティンゲン＝エッティンゲンおよびエッティンゲン＝シュピールベルク侯アロイスの娘エレオノーレと結婚した。エレオノーレはウィーン社交界の中心となり、皇帝ヨーゼフ2世の親友として皇帝の政治に強い影響力を持った。夫妻は間に7人の子女をもうけた。夫妻の子孫はリヒテンシュタイン家内のカール系（Karlischer Linie）を形成したが、1908年に男系が絶えている。

## 子女
- マリア・ヨーゼファ・エレオノーレ・ニコライア（1763年 - 1833年） - 1782年、ヨハン・ネポムク・フォン・ハラハ伯爵と結婚
- カール・ヨーゼフ・エマヌエル・アルビヌス（1765年 - 1795年）
- ヨーゼフ・ヴェンツェル・フランツ・アナスタジウス（1767年 - 1842年）
- エマヌエル・ヨーゼフ・カスパール・メルヒオール・バルタザール（1770年 - 1773年）
- モーリッツ・ヨーゼフ・ヨハン・バプティスト・ヴィクトル（1775年 - 1819年）
- フランツ・デ・パウラ・ヨーゼフ・アロイス・クリスピン（1776年 - 1794年）
- アロイス・ゴンツァーガ・ヨーゼフ・フランツ・デ・パウラ・テオドール（1780年 - 1833年）